# Petrogale mareeba
Petrogale mareeba (лат.) — сумчатое млекопитающее из семейства кенгуровых. Видовое название дано в честь австралийского города Мариба.

## Описание
Шерсть на спине серого или бурого цвета, на брюхе светло-серого цвета. На лице имеется светлая полоса на щеках, лапы тёмные, хвост также ближе к вершине становится темнее. Задние конечности значительно длиннее и сильнее чем передние, хвост длинный и мускулистый. Самцы весят в среднем 4,5 кг, немного тяжелее чем самки, вес которых составляет 3,8 кг.

## Распространение
Эндемик северо-восточной части Квинсленда. Обитает на территории от реки Митчелл и Маунт-Карбина, к западу от Мунгана и к югу от реки Бердекин. Встречается в скалистых ландшафтах на высоте до 1000 м над уровнем моря. Площадь ареала составляет 20 000 км².

## Образ жизни
Об образе жизни известно мало. Животные активны ночью, а в дневное время спят в расщелинах скал и пещерах. Питаются различными травами.